# Scarpa d'oro 2010
La Scarpa d'oro 2010 è il riconoscimento calcistico che è stato assegnato al miglior marcatore in Europa, tenendo conto delle marcature messe a segno nel rispettivo campionato e del Coefficiente UEFA, nella stagione sportiva 2009-10 e/o nella stagione 2009 per i campionati che seguono l'anno solare. Il premio è stato assegnato a Lionel Messi del Barcellona autore di 34 marcature.

## Classifica finale
| Pos | Campionato       | Nome              | Squadra          | Gol | C-UEFA | Pti  |
| --- | ---------------- | ----------------- | ---------------- | --- | ------ | ---- |
| 1   | Primera División | Lionel Messi      | Barcellona       | 34  | x2     | 68   |
| 2   | Serie A          | Antonio Di Natale | Udinese          | 29  | x2     | 58   |
| 3   | Premier League   | Didier Drogba     | Chelsea          | 29  | x2     | 58   |
| 4   | Primera División | Gonzalo Higuaín   | Real Madrid      | 27  | x2     | 54   |
| 5   | Eredivisie       | Luis Suárez       | Ajax             | 35  | x1,5   | 52,5 |
| 6   | Primera División | Cristiano Ronaldo | Real Madrid      | 26  | x2     | 52   |
|     | Premier League   | Wayne Rooney      | Manchester Utd   | 26  | x2     | 52   |
| 8   | Premier League   | Darren Bent       | Sunderland       | 24  | x2     | 48   |
| 9   | Premier League   | Carlos Tévez      | Manchester City  | 23  | x2     | 46   |
| 10  | Super League     | Seydou Doumbia    | Young Boys       | 30  | x1,5   | 45   |
| 11  | Bundesliga       | Edin Džeko        | Wolfsburg        | 22  | x2     | 44   |
|     | Premier League   | Frank Lampard     | Chelsea          | 22  | x2     | 44   |
|     | Serie A          | Diego Milito      | Inter            | 22  | x2     | 44   |
| 14  | Ligat ha'Al      | Shlomi Arbeitman  | Maccabi Haifa    | 28  | x1,5   | 42   |
|     | Bundesliga       | Stefan Kießling   | Bayer Leverkusen | 21  | x2     | 42   |
|     | Primera División | David Villa       | Valencia         | 21  | x2     | 42   |

## Attribuzione del coefficiente UEFA
- Per i campionati che si trovano dal 1º al 5º posto del coefficiente UEFA i gol del giocatore vanno moltiplicati per 2: Inghilterra, Spagna, Italia, Germania, Francia.
- Per i campionati che si trovano dal 6º al 21º posto del coefficiente UEFA i gol del giocatore vanno moltiplicati per 1,5: Russia, Ucraina, Romania, Portogallo, Paesi Bassi, Turchia, Grecia, Svizzera, Danimarca, Belgio, Scozia, Bulgaria, Repubblica Ceca, Austria, Israele, Cipro, Norvegia.
- Per i campionati che si trovano dal 22º posto in giù del coefficiente UEFA i gol del giocatore vanno moltiplicati per 1.